# جوكر إن ذا باك
جوكر إن ذا باك (بالإنجليزية: Joker in the pack)‏ وجهة نظر غير موقرة للحياة في المعهد الهندي بنغالور عمل من وحي الخيال من قبل نيراج باهلاجاني، خريج معهد بنغالور و ريتش شارما خريج معهد لكناو، نشرت في سبتمبر ٢٠٠٧ بواسطة أورينت بيترباك،كان هذا الكتاب الأكثر رواجا في الهند.

 تضم الراية قسم مخصص لمانجوناث شانموجام وصندوق مانجوناث شانموجام.

## موجز
تصف الرواية حياة الطالب شيخار فيرما، فتى من الطبقة الوسطى، نشأ في الهند في العصر ما بعد التحرير ،يُوصَف شيخار بأنه فتى مثالي، نشأ في الهند الحضرية – ركّز على بوليوود ولعبة الكرة والمضرب. يكبر شيخار ويواجه اختبارات المجلس، يتعرض للضغط من قبل والديه وذوي القربى والجيران لأخد الحياة بجدية والسعي وراء مهنة في مجال تكنولوجيا المعلومات، لكي يتحقق هذا الهدف، قرر متابعة تخرّجه في تكنولوجيا المعلومات لكنّه أصيب بخيبة أمل عندما تفجرت فقاعة تكنولوجيا المعلومات وأصبح هناك هبوط للرواتب. بعد ذلك، استمر شيخار في التركيز على المعاهد الهندية للإدارة، على أمل أن تساعده درجة الماجستير في إدارة الأعمال من المعهد الهندي للحصول على الوظيفة التي يحلم بها. يُوضِّح الكتاب بالتفصيل حياة شيخار في المعهد الهندي و يقدم شخصيات متنوعة تصنع الحياة هناك. مع التقدم في الكتاب يُعرَض شيخار وهو ينضج، في النهاية كانت التساؤلات عن الخيارات التي قام بها والتي تجعله ناجحًا وفقًا لتوقعات المجتمع، تجعله مرتبكًا عما يريده حقًا في الحياة....

## روابط خارجية
- Website نسخة محفوظة 12 أكتوبر 2007 على موقع واي باك مشين.